# كرم النجار
كرم النجار هو مؤلف ومخرج مصري، خريج كلية الحقوق من جامعة الإسكندرية، كانت بدايته من خلال مسلسل (الإنسان والجبل) عام 1969، ليقدم بعدها عشرات الأعمال ما بين السينما والتلفزيون، من أبرز أعماله فيلم (الصرخة) مع الفنان نور الشريف عام 1991، ومسلسلات (الرقص على سلالم متحركة، الأصدقاء، بابا نور) .

## أعماله
قام كرم النجار بتأليف مسلسلات وأفلام ومسرحيات منها:
- البرواز (1966)
- القضبان (1974)
- الامتحان (1983)
- عالم عم أمين (1983)
- وتاه الطريق (1984)
- محمد رسول الله (1986)[3][4] (كتب جزءا منه)
- رحمة (1987)
- ثمن الخوف (1988)
- صراع الأحفاد (1989)[5]
- الصرخة (1991)[5]
- الانحراف (1992)
- سور مجرى العيون (1993)
- امرأة مختلفة (1996)
- الرقص على سلالم متحركة (2001)[5]
- الأصدقاء (2002)
- السيف الوردي (2004)
- يا غولة عينك حمرا (2004)
- عفريت القرش (2006)[5]
- بابا نور (2010)
- أولاد الغضب والحب (2010)